# Калліпп (тиран)
Калліпп — тиран Сиракуз з 354 до 352 року до н. е. Походив з міста Афіни. Брав участь у захопленні влади Діоном у 357 році до н. е.
Головною причиною, чому він організував заколот, проти Діона було намагання зупинити хаос, в який поринуло місто при Діоні. Калліпп підкупив найманців Діона і у 354 році до н. е. наказав того вбити. Відразу про це Калліпп сповістив рідні Афіни, де його славили як визволителя Сиракуз від тирана.
Спроби молодших синів Діоінсія Старшого та Аристомахи, сестри Діона — Гіппаріна та Нісея — протистояти Калліпу скінчилися невдало. Вони вимушені були покинути місто й переселитися до Леонтін. Калліпп вирішив й надалі боротися з представниками династії Діонісія Старшого. Звільнив від них Катану й Регій.
Однак під час цього походу Гіппарін вийшов з Леонтін і раптово захопив владу у Сиракузах. Після цього війська Калліппа повстали у Регії, де два офіцери Калліппа Лептін та Поліперхон вбили його у 352 році до н. е.